# Johann Bere (Politiker, † 1457)
Johann Bere (* in Lübeck; † 27. April 1457 in Lübeck) war ein deutscher Ratsherr der Hansestadt Lübeck.

## Leben
Johann Bere war Sohn des gleichnamigen Lübecker Bürgermeisters Johann Bere. Eventuell ist er mit dem „Iohannes Beer“ zu identifizieren, der ab 1421 an der Universität Rostock studierte. Er wurde 1447 Mitglied der patrizischen Zirkelgesellschaft und nach dem Tod seines Vaters 1455 in den Lübecker Rat erwählt. Bere war verheiratet mit Mechthild, einer Tochter des Lübeckers Detlef Bonhorst, und bewohnte das Hausgrundstück Königstraße 39. Er wurde gemeinsam mit seiner vorverstorbenen Ehefrau in der Kirche des Burgklosters vor dem Hochaltar bestattet. Die Grabplatte ist dokumentiert, aber nicht erhalten.
Sein Bruder Ludeke Bere wurde drei Jahre nach seinem Tod ebenfalls Ratsherr.
Seine Tochter Heileke (Hedwig, 1446–1511) heiratete den Ratsherren Johann von Wickede (1436–1475) und wurde Mutter u. a. des Sohnes Thomas von Wickede.